# Tympanocryptis pseudopsephos
Espèce
Statut de conservation UICN

 LC  : Préoccupation mineure
Tympanocryptis pseudopsephos est une espèce de sauriens de la famille des Agamidae.

## Répartition
Cette espèce est endémique du Goldfields-Esperance en Australie-Occidentale.

## Publication originale
- Doughty, Kealley, Shoo & Melville, 2015 : Revision of the Western Australian pebble-mimic dragon species-group (Tympanocryptis cephalus: Reptilia: Agamidae). Zootaxa, no 4039 (1), p. 85–117.